# Études du fœtus dans l'utérus
Les études du fœtus dans l'utérus sont deux esquisses annotées et colorées du peintre florentin Léonard de Vinci, réalisées vers 1511. Ces études représentent correctement le fœtus humain dans sa position appropriée, dans un utérus disséqué.  
Léonard de Vinci représente l'utérus avec une seule chambre, mot de l'époque désignant la poche des eaux, contrairement aux théories selon lesquelles l'utérus comportait plusieurs poches qui, selon beaucoup, divisaient les fœtus en compartiments séparés dans le cas de jumeaux. De Vinci a également correctement dessiné l'artère utérine et le système vasculaire du col de l'utérus et du vagin.

## Préparation et études

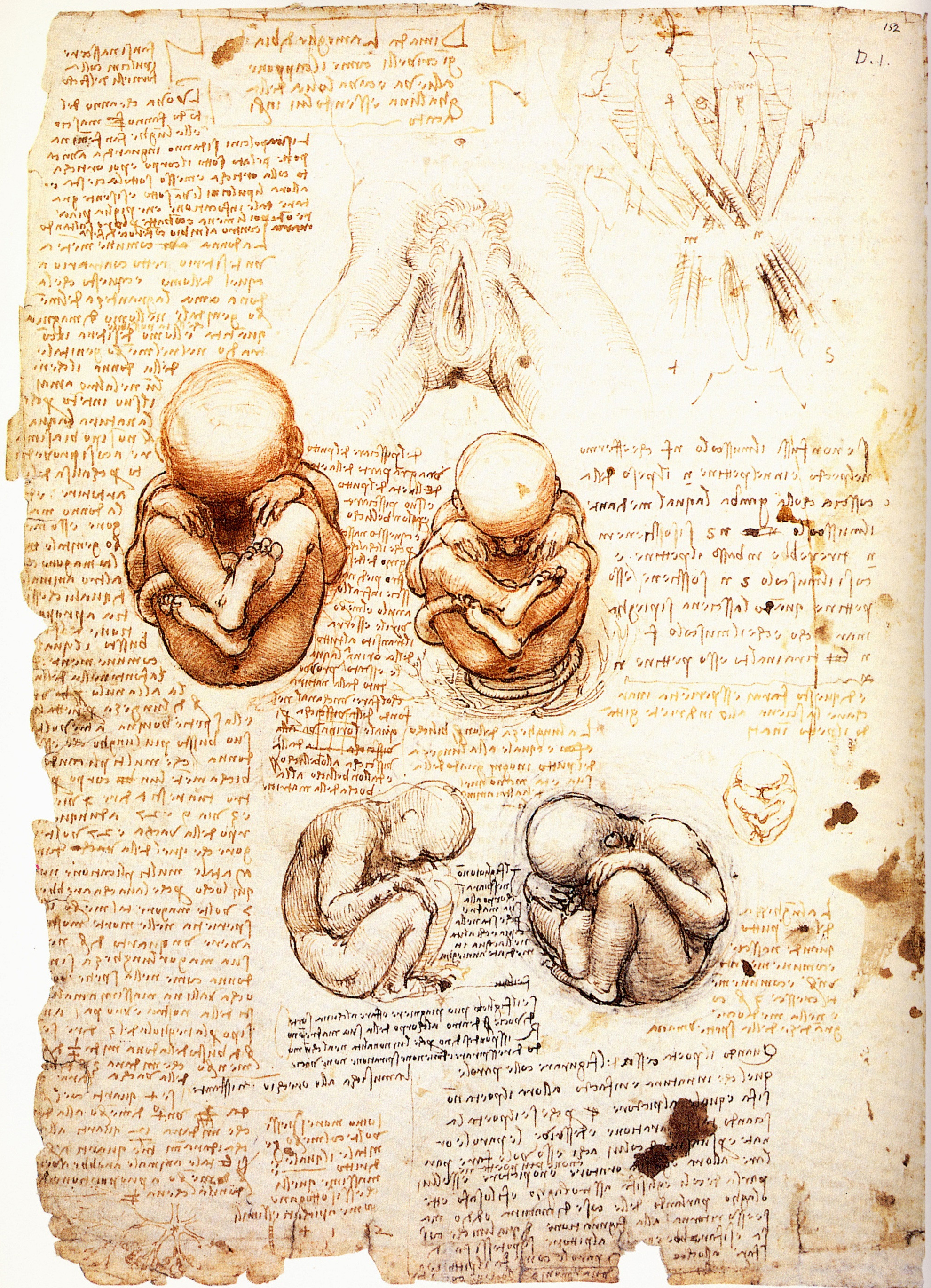
Les organes génitaux externes féminins et cinq vues du fœtus dans l'utérus (verso).

Léonard de Vinci a étudié l'embryologie humaine avec l'aide de l'anatomiste Marcantonio della Torre et a observé le fœtus dans un cadavre. La première étude, qui mesure 30,5 × 22 cm, montre le fœtus en position de siège à l'intérieur d'un utérus disséqué. Léonard de Vinci a représenté, par erreur, les cotylédons dans les parois vasculaires de l'utérus qu'il avait trouvés auparavant dans l'utérus d'une vache.
L'autre étude, mesurant 30,3 × 22 cm, montre les organes génitaux externes féminins, la disposition supposée des muscles abdominaux, en haut à droite, et le fœtus sous différents angles. La planche du haut porte une inscription italienne : Dimanda la moglie di Biagin Crivelli come il cappone alleva le oua della ghallina essendo lui imbricato (en français : Demander à la femme de Biagin Crivelli comment le chapon élève et fait éclore les œufs des poules quand ils sont imbriqués.). Léonard de Vinci émet la théorie que le cordon ombilical a pour fonction de transporter l'urine du fœtus à l'extérieur de l'utérus.

## Origine
Les études ont d'abord été léguées à Francesco Melzi. Vers 1582-1590, elles sont achetées à ses héritiers, par Leone Leoni et en 1630, elles appartiennent à Thomas Howard, 14e comte d'Arundel. Depuis 1690, les études sont conservées dans la Royal Collection au Royaume-Uni.

### Source de la traduction
- (en) Cet article est partiellement ou en totalité issu de l’article de Wikipédia en anglais intitulé « Studies of the Fetus in the Womb » (voir la liste des auteurs).